# Phaethornis striigularis
Phaethornis striigularis là một loài chim trong họ Trochilidae.